# طواف إيميليا 2021
طواف إيميليا 2021 (بالإيطالية: Giro dell'Emilia 2021)‏ هو سباق دراجات هوائية، وهو الموسم رقم 104 من طواف إيميليا، وأقيم في 2 أكتوبر 2021، وامتدّ لمسافة 195.3 كيلومتر، وهو أحد سباقات سلسلة سباقات الاتحاد الدولي للدراجات للمحترفين 2021.
فاز فيه بالمركز الأول بريمو روغيليتش، وبالمركز الثاني جواو ألميدا، وبالمركز الثالث مايكل وودز.

## الفرق
| فرق عالمية (14)- Astana-Premier Tech - AG2R Citroën Team - Bora-Hansgrohe - Deceuninck-Quick Step - EF Education-Nippo - Groupama-FDJ - Ineos Grenadiers - Israel Start-Up Nation - Jumbo-Visma - Lotto Soudal - Team BikeExchange - Qhubeka NextHash - Trek-Segafredo - UAE Team Emirates فرق برو (7)- 2021 أندروني جوكاتولي-سيدرمك ‏ - Bardiani CSF Faizanè - فريق إيولو كوميت لركوب الدراجات 2021 ‏ - غازبروم روسفيلو 2021 ‏ - Arkéa-Samsic - TotalEnergies - 2021 ويلير تريستينا-سيل إيطاليا ‏ فرق قارية (4)- بلترامي تي إس أيه–تري كولي 2021 ‏ - جنرال ستور بوتولي زارديني 2021 ‏ - MG.K vis Colors for Peace ‏ - Sam–Vitalcare–Dynatek ‏ |  |
| |  |

## التصنيف العام النهائي
| التصنيف العام         | التصنيف العام  | التصنيف العام   | التصنيف العام          | التصنيف العام     |
| العداء                | العداء         | البلد           | الفريق                 | الوقت             |
| --------------------- | -------------- | --------------- | ---------------------- | ----------------- |
| 1                     | بريمو روغيليتش | سلوفينيا        | Jumbo-Visma            | 4 س 54 دقيقة 26 ث |
| 2                     | جواو ألميدا    | البرتغال        | دكونيك كويك ستب        | + 3 ث             |
| 3                     | مايكل وودز     | كندا            | Israel Start-Up Nation | + 5 ث             |
| 4                     | آدم ييتس       | المملكة المتحدة | Ineos Grenadiers       | + 9 ث             |
| 5                     | رمكو أفينبول   | بلجيكا          | دكونيك كويك ستب        | + 28 ث            |
| 6                     | دان مارتن      | جمهورية أيرلندا | Israel Start-Up Nation | + 1 دقيقة 23 ث    |
| 7                     | باوك موليما    | هولندا          | تريك سيغافريدو         | + 1 دقيقة 45 ث    |
| 8                     | دييغو يليسي    | إيطاليا         | فريق الإمارات          | + 1 دقيقة 46 ث    |
| 9                     | بن هيرمانز     | بلجيكا          | Israel Start-Up Nation | + 1 دقيقة 50 ث    |
| 10                    | نيرو كوينتانا  | كولومبيا        | اركيا سامسيك           | + 1 دقيقة 59 ث    |
| مصدر: ProCyclingStats |                |                 |                        |                   |

## وصلات خارجية
- الموقع الرسمي
- لمحة عن سباق طواف إيميليا 2021 على موقع  ProCyclingStats   (برو  سايكلنج  ستاتس) - إحصاءات  محترفي  الدراجات.
- طواف إيميليا 2021 على موقع إحصائيات الدراجات الإحترافية (الإنجليزية)